# Agonum emarginatum
Agonum emarginatum es una especie de escarabajo del género Agonum, familia Carabidae. Fue descrita científicamente por Gyllenhal en 1827.
Esta especie se encuentra en varios países de Europa.